# Вила Медичи у Каређију
Вила Медичи у Каређију (Villa Medici at Careggi) у поређењу са врло детаљним описима из литературе о вртовима вила ране ренесансе, описа ове виле има врло мало. Осим уобичајених поређења са Семирамидиним и Алкинојевим вртовима нема ништа више до познате реторике и понављања. У вили је Лоренцо обично окупљао пријатеље по узору на Платонову Академију, одакле су уживали у привлачном погледу. Кућа је била у равници (јер је људе оног доба оштар ваздуху брда чинио нервозним) на тако добром месту да се на само неколико минута вожње од Фиренце, указивала панораму целе цветне Тоскане. 

## Вила
- Вила и врт на лунети Ђуста Утенса
(пре 1609).
- Гравира Ђузепеа Ђокија из 1744.
- Фотографија из 1898.
- Лођа (Loggetta).
- Таваница лође.
- Ентеријер виле са фрескама и грбом Медичијевих.

Сама вила је очувана, а такође и неке карактеристике врта. Зграда је баш као у стара времена, са кровом који је подигнут после пожара 1517. године. Вилу је подигао Микелоцо за Козима де Медичија (Còsimo di Giovanni degli Mèdici, 1389 –1464).
Мало тога може се наћи у вили Каређи од ренесансних облика које је Микелоцо у потпуности усвојио у палати Медичијевих у Фиренци, коју је већ подигао, као што су "деликатни" рустични спојеви, усклађени са висинама појединих спратова, простирући венац, и укусно третирани оквири прозора. Што се спољашњости тиче, Каређи је још увек под утицајем замака средњег века. Фасада ка путу је шира у доњем делу, као да је направљена за заштиту од непријатељског напада. Прозори су мали и неугледни, док горњи део има живописне зидине које су својствене фирентинским палатама, слично Палати Векио у Фиренци. На западној фасади налази се лођа (Loggetta) са богато осликаном таваницом.

## Врт
- Главни улаз у вилу.
- Врт - цветни партери.
- Мозаици у стазама врта.
- Биљке у посудама од теракоте.
- Вртна пластика - статуа "Корњача".
- Верокијев путо са делфином.

Врт Каређи није био изузетак од општег правила, по ком су грађене виле у Фиренци, а можда и у целој Италији, средином XV века, сачувавши главне карактеристике, иако је током векова било већих промена. Главни врт простирао се од бочне фасаде, и био је затворен високим одбрамбеним зидинама. Вероватно је мозаик у плочнику у близини куће, са истим мотивима као и цветне леје, био овакав још у XV веку. Од самог почетка велики врт је одвојен од предњег партера малим зидом и капијом, и као цветни врт украшен је посудама од теракоте и скулптурама. Уређење овог главног врта вероватно је укључивало и перголе. Слободан простор испуњавала су стабла воћки, али свакако нису недостајале орезане ограде од шимшира, као и сеници са клупама. Срећом најлепши и централни украс Верокијеве фонтане - насмејани путо са делфином у рукама, је сачуван, додуше не на свом старом месту, него у Палати Векио у Фиренци.
Војвода Еберхард, који је посетио Лоренца де Медичија, описао је кровни врт у цвету који је касније изгорео у пожару. Постоји податак да је после пожара 1530. био обновљен лавиринт са фонтаном, али се не може поуздано одредити у ком делу је био.